# Neue Haas Grotesk
Neue Haas Grotesk（ノイエ・ハース・グロテスク）は、1957年にハース社が発表したサンセリフの欧文書体。その後1960年に Stempel 社がHelveticaとして発表した。

## 歴史

### Neue Haas Groteskの登場
1957年、ハース社からNeue Haas Groteskが発表された。 Neue Haas Groteskとは、新しいハース社のグロテスク書体（グロテスク=サンセリフ体）という意味である。元々、Akzidenz-Groteskをコピーする目的で制作が始まったが、デザインを依頼されたマックス・ミーディンガーは、同僚のエデュアード・ホフマンとオリジナルの書体を制作した。

### Helveticaの誕生
1960年、ステンペル社がHelveticaとして発表した。もともと、Helvetia（ラテン語で「スイス」を意味する言葉）という書体名にする予定だったが、国の名前にすることは良くないと判断され、「スイスの」を意味するHelveticaに名前を変更した。

### Neue Haas Groteskのデジタル化
Neue Haas Groteskをデジタル化したのは、Commercial Typeのメンバーであるクリスチャン・シュワルツ(Christian Schwartz)。
当初はLinotype社からのみ発売されていたが、後にFont Bureau社も取り扱いを始めた。Font Bureau社は、後手ながら特設サイトを開設するなど、大々的にプロモーションをしている。

## ファミリー構成

### Neue Haas Grotesk Text
本文用向けのText。Roman/Medium/Bold/の3ウェイト展開。それぞれイタリック体がある。等幅数字を備え、小さいサイズでも可読性を維持できるように調整されている。

### Neue Haas Grotesk Display
見出し用向けのDisplay。XXThin/XThin/Thin/Light/Roman/Medium/Bold/Blackの8ウェイト展開。それぞれイタリック体がある。スペーシングが横広にならないように調整されている。

## Helveticaとの違い

### “a”と“R”のバリエーション
“a”の場合は、終筆のハネの部分の形状が異なり、あまりハネていないものが入っている。
Ultra LightからRomanまではハネている“a”がデフォルト、MediumからBlackまではハネていない“a”がデフォルトとなっている。
“R”は、“R”の足がカーブしていない物も入っているが、デフォルトは通常の“R”となっている。

### 斜体の違い
Helveticaの斜体は、通常形状を12°傾けることによって製作された。対して、Neue Haas Groteskの傾斜は、適切に修正され、滑らかな曲線、ストロークの太さ、全体的な視覚的調和が得られるように製作されている。

## 採用例

### Windows 10
Windows 10では、Neue Haas Grotesk Textが搭載されている。

### Adobe Fonts
Adobe Fontsでは、Neue Haas Grotesk Display、Neue Haas Grotesk Textが使用できる。